# Ringgold (Georgia)
Ringgold es una ciudad ubicada en el condado de Catoosa en el estado estadounidense de Georgia. En el año 2000 tenía una población de 2.422 habitantes.

## Geografía
Ringgold se encuentra ubicada en las coordenadas 34°55′2″N 85°6′57″O / 34.91722, -85.11583 (34.917170, -85.115698).

Según la Oficina del Censo, la localidad tiene un área total de 10,2 km² (3,9 mi²), de la cual 10,2 km² (3,9 mi²) es tierra y 0 km² (0 mi²) (0.00%) es agua.

## Demografía
Según la Oficina del Censo en 2000 los ingresos medios por hogar en la localidad eran de $26,834, y los ingresos medios por familia eran $35,132. Los hombres tenían unos ingresos medios de $26,943 frente a los $21,074 para las mujeres. La renta per cápita para la localidad era de $15,612. 